# Ben Bernanke
Ben Shalom Bernanke (Augusta, Georgia, 1953. december 13. –) Nobel-díjas amerikai közgazdász, 2006–2014 között a Federal Reserve Kormányzótanácsának elnöke. Korábban az USA elnöke mellé rendelt Gazdasági Tanácsadók Tanácsa (Council of Economic Advisers, CEA) elnöke volt, illetve a Federal Reserve Kormányzótanácsának tagja.
George W. Bush elnök 2005. október 24-én jelölte Alan Greenspan, az amerikai jegybanki rendszer akkori elnöke utódjául. 2006. február 1-jén iktatták be, miután jelölését január 31-én megerősítette a szenátus. Ben Bernanke lett a 2009-es év embere a Time magazin szerint. A Fed éléről 2014. február 1-jén távozott.

## Életpályája
A dél-karolinai Dillonban nőtt fel, egy húga és egy öccse volt. Édesapja, Philip, gyógyszerészként, illetve félmunkaidőben színházi menedzserként dolgozott, édesanyja, Edna eredetileg tanár volt. Bernankééké egyike volt a térség kevés zsidó családjának. A helyi Ohav Shalom zsinagógába jártak, Ben anyai nagyapjától, Jonastól tanult héberül, aki hivatásos Tóra olvasó és hébertanár volt. Apja és nagybátyja az Ausztriából az első világháború után bevándorolt apai nagyapától vásárolt gyógyszertárat vezették. A nagyapa az 1940-es években költözött New Yorkból Dillonba.
Bernanke kiemelkedő tanuló volt az általános iskolában. Az East általános (elementary school), a J.V. Martin középszintű (junior high school) és a Dillon középiskolában (high school) tanult. Matematikából külön tanulmányokat végzett, szerkesztette az iskolai újságot, osztályában első helyen végzett és az államban a legmagasabb SAT pontszámot (1600-ból 1590-et) érte el abban az évben. Szaxofonon játszott.
1971-ben a Harvard Egyetemre iratkozott be, a következő éveket a Winthrop-házban töltötte, és 1975-ben summa cum laude B.A. fokozattal végzett közgazdaságtanból. PhD fokozatot 1979-ben a Massachusettsi Műszaki Egyetemen (Massachusetts Institute of Technology) szerzett. Ezután hat évig a Stanford Graduate School of Business intézményben tanított, órákat adott a New York Egyetemen (New York University), majd a Princetoni Egyetem professzora lett. Utóbbi egyetemen 1996-tól 2002 szeptemberéig a Közgazdaságtudmányi Tanszék vezetője volt, ekkor a közszférában kezdett el dolgozni, de 2005 júliusáig még tanított a Princetonon. Több előadást adott a monetáris politikáról és elméletről a London School of Economics intézményben, három könyvet írt makroökonómiai, egyet mikroökonómiai témában. A Nemzeti Közgazdasági Kutató Iroda Monetáris Gazdasági Programjának vezetője volt és szerkesztette az American Economic Review című folyóiratot.
Különös érdeklődést mutatott a nagy gazdasági világválság politikai és gazdasági okai iránt, erről a témáról sokat írt. Milton Friedman 90. születésnapjának ünneplésekor, 2002. november 8-án, már a Federal Reserve Kormányzótanácsának tagjaként, a következőket mondta: „Hadd fejezzem be azzal, hogy a Federal Reserve hivatalos képviselőjeként enyhén félrehasználom a státuszomat. Ezt szeretném mondani Miltonnak és Annának, a nagy válságról. Igazatok van, mi csináltuk. Nagyon sajnáljuk. De hála nektek, nem fogjuk újra ezt tenni.”
2002-ben, amikor a defláció szó egyre többször bukkant elő a hírekben, Bernanke egy beszédének a deflációt vette témájául. Kifejtette, hogy a pénzteremtés fizikai lehetősége a kormányzat kezében van, amiből az is következik, hogy pénzteremtéssel elkerülheti a deflációt. A beszédben Milton Freedmant idézte arról, hogy a defláció legyőzhető a gazdaságba „helikopterrel dobott” pénzzel. Bernankét kritikusai e beszéd alapján ma is gyakran „Helikopter Ben” néven emlegetik, vagy Bernanke „helikopteres nyomdagépére” utalnak. A beszédhez fűzött jegyzetben Bernanke megjegyezte, hogy „az emberek tudják, hogy az infláció erodálja az államadósság reálértékét, ezért az állam érdeke, hogy valamekkora inflációt teremtsen”.
Bernankét Greenspannél kevésbé ideologikusan merevnek tartják, és tartózkodott attól, hogy politikai ügyekben állást foglaljon. Például Greenspan nyíltan támogatta Bill Clinton elnök deficitcsökkentési tervét és a Bush-féle adócsökkentéseket. Amikor Bernankét kérdezték az adópolitikáról, annyit mondott, hogy ez nem az ő dolga, ő a monetáris politikával foglalkozik, a politikusokat pedig azért választják, hogy a költségvetési politika és a szélesebb szociális ügyek az ő dolguk legyen.
A Fed élén töltött első hónapjait kommunikációs nehézségek árnyékolták be. Az átláthatóbb Fed politika híve volt, de fel kellett adnia eredeti elképzelését, hogy a központi bank világosabb inflációs célokat állítson fel, mert az erre vonatkozó nyilatkozatok drasztikus hatással voltak a részvénypiacra.
2015-ben a Citadel Investment Group nevű amerikai fedezeti alap tanácsadója lett.
2022-ben közgazdasági Nobel-emlékdíjjal tüntették ki a bankokkal és pénzügyi válságokkal kapcsolatos kutatásaiért.

## Magyarul megjelent művei
- Ben S. Bernanke: Volt merszünk cselekedni. Emlékirat egy válságról és utóéletéről; ford. Felcsuti Péter, jegyz. Király Júlia; Napvilág, Bp., 2017